# Salomó ibn Yaïx
Salomó ibn Yaïx (Sallomo Abenajaex i altres variants, en castellà Alvaro Méndez, en portuguès Alvaro Mendes, 1520-1603), va ser un financer de Tavira (Portugal).
Era un marrano (nom del jueus nominalment conversos al cristianisme a Portugal) i es va fer ric per unes mines de plata de l'Índia; el rei el va fer cavaller (1555) i es va establir a Salònica (1585) i va retornar a la religió jueva que havia estat obligat a abandonar.
El 1596 pels seus mèrits a la campanya acabada amb la victòiria d'Hac Ovasi, fou fet duc de Mitilene pel sultà, i després (1579) va rebre el feu de Tiberíades que havia estat donat abans al seu parent Josep Nasi.
Va morir el 1603 i el va succeir en el feu el seu fill Salomí ibm Yaish.